# Dinas Island

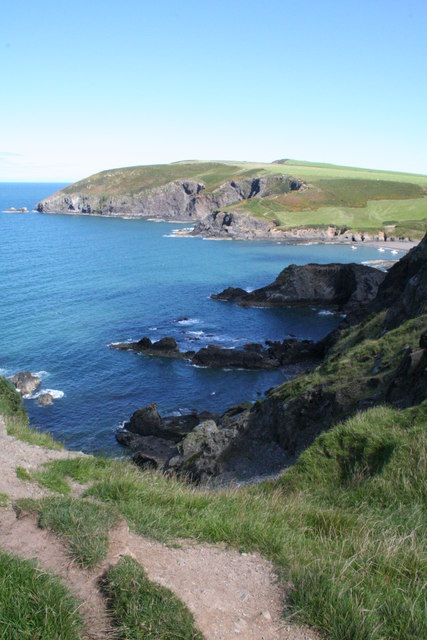
Dinas Island

Dinas Island (walisisch Ynys Dinas) ist eine etwa runde Halbinsel nördlich von „Dinas Cross“, zwischen Fishguard und Cardigan in Pembrokeshire, in Wales. 

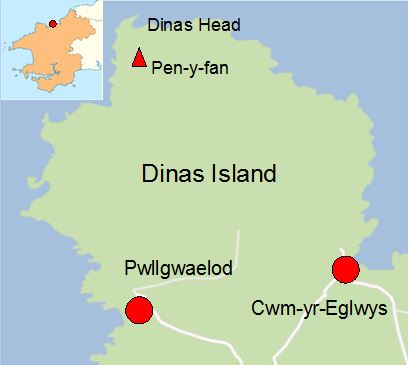
Dinas Island

Sie erreicht beim Pen-y-Fan küstennah eine Höhe von 142 m über dem Meeresspiegel. Dinas Head heißt der Nordteil des Vorgebirges. Dinas Island ist ein Vorgebirge, das geomorphologisch teilweise vom Festland getrennt ist – daher der Name Island. Auf seiner Landseite, im Süden, grenzt es an ein sumpfiges Tal, das durch die Schmelzwasser eines Gletschersees gebildet wurde.
Die Flora auf Dinas ist typisch für eine windgepeitschte Klippenumgebung, mit Brombeeren, Farnkraut, Ginster, Hasel, Schwarz- und Weißdorn und in windgeschützten Lagen auch kleinen Eichen und Eschen. Es gibt Wildblumen wie Armeria, Calluna, Fingerhut, Heidekraut, Orchideen, Scabiosen, Thymian sowie Echter Venusnabel oder Felsen-Nabelkraut. 
Dinas Island ist Teil des Pembrokeshire-Coast-Nationalparks. Der Pembrokeshire Coast Path, ein insgesamt 299 km langer Wanderweg, führt um die Halbinsel. 
Ein Großteil von Dinas Island ist heute Schafweide, die von der Hendre Farm – im Besitz des National Trust, der Familie Perkins und der Gemeinde Pwllgwaelod – genutzt wird. Bis 1947 lebten Wildziegen auf der Landzunge. 